# Liste de dinosaures ichnogenres
Pour un article plus général, voir Liste de dinosaures.
Cette liste de dinosaure ichnogenres est une liste complète de tous ichnogenres qui ont été attribuées à des dinosaures, à l'exclusion de la classe Aves (oiseaux, qu'ils soient disparus ou non) et des termes purement vernaculaires. La liste comprend tous genres communément admis, mais aussi les genres qui sont maintenant considérés comme caducs, douteux (nomen dubium), ou n'ont pas été publiés formellement (nomen nudum), ainsi que des synonymes juniors de noms plus établis, et genres qui ne sont plus attribués aux dinosaures.
- Haut – A
- B
- C
- D
- E
- F
- G
- H
- I
- J
- K
- L
- M
- N
- O
- P
- Q
- R
- S
- T
- U
- V
- W
- X
- Y
- Z

## Statut et terminologie
Il n'y a pas de liste officielle des dinosaures ichnogenres. Une liste complète peut être trouvée dans la troisième annexe de la série d'encyclopédies de dinosaures Donald F. Glut (complément de 2003).  La grande majorité des citations sont basées sur la liste de Glut, exceptions faites des Ichnotaxons plus récents qui sont également notés. Les synonymies sont également notées d'après Glut.

## A
- Aethyopus –  synonyme junior de Sauropus
- Aetonychopus
- Agialopus  – possible synonyme junior de Grallator
- Agrestipus
- Amblonyx – synonyme junior de Sauropus
- Amblydactylus
- Anatopus
- Anatrisauropus
- Anchisauripus  – possible synonyme junior of Grallator
- Anomoepus
- Anticheiropus
- Apatichnus – synonyme junior de Anomoepus
- Argoides
- Argozoum – synonyme junior de Argoides
- Artiodactylus
- Atreipus  – synonyme junior de Grallator

## B
- Banisterobates
- Bellona  – synonyme junior de Grallator
- Berninasauropus
- Bosiutrisauropus
- Boutakioutichnium
- Breviparopus
- Brontopodus
- Brontozoum
- Bückeburgichnus

## C
- Calopus  – synonyme junior de Platypterna
- Camptosaurichnus
- Caririchnium
- Carmelopodus
- Ceratopsipes
- Changpeipus
- Chiamaera  – synonyme junior de Sauropus
- Chimaerichnus  – synonyme junior de Sauropus
- Chonglongpus
- Chongqingpus  – synonyme junior de Grallator
- Chuannchengpus  – synonyme junior de Grallator
- Chuxiongpus  – synonyme junior de Brontopus
- Coelurosaurichnus
- Columbosauripus
- Corvipes

## D
- Dakotasaurus
- Deana  – synonyme junior of Anomoepus
- Delatorrhinchus
- Deltapodus
- Deuterotrisauropus  – synonyme junior de Grallator
- Dilophosauripus – possible junior synonym de Grallator
- Dinehichnus
- Dinosaurichnium  – synonyme junior de Parachirotherium
- "Dinosauropodes"  – nomen nudum

## E
- Elephantopoides
- Eubrontes
- Eutynichnium
- Exallopus  – synonyme junior de Saurexallopus

## F
- Fulicopus – synonyme junior de Sauropus

## G
- Gigandipus
- Gigantosauropus
- Gigantotherium  – synonyme junior de Gigandipus
- Goseongosauripus
- Grallator
- Gregaripus
- Gypsichnites
- Gyrotrisauropus

## H
- Hadrosaurichnus
- Hamanosauripus
- Hispanosauropus
- Hitchcockia  – synonym junior de Anomoepus
- Hopiichnus
- Huanglongpus
- Hunanpus
- Hyphepus  – synonyme junior de Grallator

## I
- Ichnites
- Iguanodonichnus
- Iguanodontipus
- Iranosauripus
- Irenesauripus
- Irenichnites

## J
- Jeholosauripus
- Jialingpus
- Jinlijingpus – synonyme junior de Eubrontes

## K
- Kainomoyensisauropus  – synonyme junior de Anomoepus
- Kainotrisauropus  – junior synonym de Grallator
- Kalasauropus  - synonyme junior de Otozoum
- Kayentapus
- Kleitotrisauropus
- Komlosaurus
- Koreanosauropus
- Koseongosauripus
- Kuwajimasauropus  – synonyme junior de Hadrosaurichnus

## L
- Lapparentichnus
- Leptonyx – préoccupé, renommé en Stenonyx
- Ligabueichnium

## M
- Macropodosaurus
- Mafatrisauropus
- Magnoavipes
- Malutitrisauropus
- Masitisauropezus  – synonyme junior de Anomoepus
- Masitisauropodiscus
- Masitisisauropodiscus
- Masitisauropus
- Megaichnites – synonyme junior de Kayentapus
- Megalosauripus
- Megalosauropus
- Mehliella
- Metatetrapous
- Micrichnus
- Minisauripus
- Moraesichnium
- Moyenisauropezus
- Moyenisauropodiscus
- Moyenisauropus – synonyme junior de Anomoepus

## N
- Navahopus
- Neosauropus
- Neotripodiscus
- Neotrisauropus

## O
- Orcauichnites
- Ornithichnites
- Ornithoidichnites – synonyme junior de Sauropus
- Ornithomimipus
- Ornithopodichnites
- Ornithopus – synonyme junior synyme de Sauropus
- Otozoum

## P
- Paluxysaurus - synonyme junior de Sauroposeidon
- Parabrontopodus
- Parachirotherium
- Paracoelurosaurichnus
- Paragrallator
- Parasauropodopus
- Paratetrasauropus
- Paratrisauropus
- Pelarganax – synonyme junior de Sillimanius
- Pelargides – synonyme junior de Steropoides
- Pengxianpus
- Plastisauropus
- Platypterna
- Platysauropus
- Platytrisauropus
- Plesiornis
- Plesiothornipos
- Prototrisauropodiscus
- Prototrisauropus – synonyme junior de Grallator
- Pseudotetrasauropus
- Pseudotrisauropus
- Psilotrisauropus

## Q
- Qemetrisauropus  – synonyme junior de Grallator
- Qomoqomosauropus

## R
- "Ralikhompus" – nomen nudum
- Rotundichnus

## S
- Saltopoides
- Sarmientichnus
- Satapliasaurus
- Saurexallopus
- Saurichnium
- Sauroidichnites
- Sauropodichnus
- Sauropus
- Schizograllator
- Seakatrisauropus
- Selenichnus
- Senquitrisauropus
- Shensipus
- Shiraminesauropus
- Siamopodus
- Sillimanius
- Sinoichnites
- Skartopus
- Sousaichnium
- Staurichnium
- Stenonyx
- Steropezoum – synonyme junior de Steropoides
- Steropoides
- Struthopus
- Swinnertonichnus

## T
- Talmontopus
- Taupezia
- Tetrapodium
- Tetrapodosaurus
- Tetrasauropus
- Thecodontichnus
- Therangospodus
- Tridentipes – synonyme junior de Steropoides
- Trihamus
- Trisauropodiscus
- Tritotrisauropus
- Tuojiangpus  – synonyme junior de Eubrontes
- Tyrannosauripus
- Tyrannosauropus

## U
- Ultrasauripus

## V
- Velociraptorichnus

## W
- Waltheria – préoccupé, renommé en Mehliella
- Wealdenichnites
- Weiaunpus – possible synonyme junior de Eubrontes
- Wildeichnus
- Wintonopus

## X
- Xiangxipus

## Y
- Yangtzepus
- Youngichnus
- Yunnanpus

## Z
- Zhengichnus
- Zizhongpus  – synonyme junior de Kayentapus